# Salánki György
Salánki György, 17. századi református lelkész, tanár.

## Életpályája
Születési és halálozási helye illetve ideje nem ismert. Rákóczi György borsodi főispánnak, a későbbi I. Rákóczi György erdélyi fejedelemnek a pártfogásával 1624-től 5 éven át külföldön tanult, főleg Leydenben. 1629-ben a sárospataki kollégium egyik társigazgatója, majd 1633.  február 19-étől az első igazgatója lett. állomást foglalta el.

## Művei
- Leydeni tartózkodása alatt lefordította Rotterdami Erasmus Enchiridion militis christiani című művét; e fordítás Rákóczi György borsodi főispánnak ajánlva a következő címen jelent meg 1627-ben Leydenben: Rotterodami Rézmannak Az Keresztyén vitésséget tanitó Kézben viselev Könyvecskeie Melyet mostan uyonan Deákbul magiarra forditot és hazaiahoz való szeretetiből közönségessé töt S..
- Az nádudvari történet (históriás ének)